# 아노역 (미에현)
아노역(일본어: 穴太駅)은 일본 미에현 이나베군 도인정에 위치한 산기 철도 호쿠세이 선의 철도역이다. 단선 승강장 1면 1선의 구조를 갖춘 지상역이다.

## 이용 현황
| 연도 | 승차 인원 |
| ---- | --------- |
| 1997 | 300       |
| 1998 | 333       |
| 1999 | 348       |
| 2000 | 349       |
| 2001 | 325       |
| 2002 | 307       |
| 2003 | 259       |
| 2004 | 244       |
| 2005 | 280       |
| 2006 | 323       |
| 2007 | 342       |
| 2008 | 354       |
| 2009 | 328       |
| 2010 | 350       |
| 2011 | 347       |
| 2012 | 336       |
| 2013 | 316       |
| 2014 | 309       |
| 2015 | 28        |
| 2016 | 346       |

## 역 주변
- 국도 제421호선
- 아노 다목적 연구 센터

## 역사
- 1914년 4월 5일 : 호쿠세이 철도의 역으로서 개업.
- 1934년 6월 27일 : 사명 변경에 의해 호쿠세이 전기 철도의 역이 됨.
- 1944년 2월 11일 : 회사 합병에 의해, 미에 교통의 역이 됨.
- 1964년 2월 1일 : 사업 양도에 의해 미에 전기 철도의 역이 됨.
- 1965년 4월 1일 : 긴키 닛폰 철도가 미에 전기 철도를 합병해 긴테쓰 호쿠세이 선의 역이 됨.
- 1973년 9월 20일 : 무인화.
- 1977년 9월 29일 : 승강장을 구와나 방향으로 약 2.0m 연장함.
- 1982년 1월 20일 : 역사 · 화장실 철거.
- 2003년 4월 1일 : 사업 양도에 의해, 산기 철도의 역이 됨.
- 2005년
  - 9월 1일 : 원래 승강장의 선로 향하는 쪽으로 역사 · 승강장 · 역 앞 광장 · 무료 주차장(60대)이 신설되어, 사용 개시됨. 동시에 자전거 무료 거치대가 64대 증설됨. 역사 내에 자동 발권기 · 자동 정산기 · 자동 개찰기가 설치되어, 도인 역으로부터의 원격 제어에 의한 영업이 개시됨.
  - 9월 21일 : 미에현이 정한 「미에현 누구나 살기 좋은 복지 도시 조성 추진 요강」「미에현 배리어 프리 도시 조성 추진 조례」정비 기준에 근거하고 있음을 나타내는 적합 교부 시설이 됨.

## 인접 역
| 산기 철도 호쿠세이 선  | 산기 철도 호쿠세이 선 | 산기 철도 호쿠세이 선 |
| ---------------------- | --------------------- | --------------------- |
| 나나와 니시쿠와나 방면 | ■ 호쿠세이 선         | 도인 아게키 방면      |